# Mycale curvisigma
Mycale curvisigma är en svampdjursart som beskrevs av Claude Lévi 1969. Mycale curvisigma ingår i släktet Mycale och familjen Mycalidae. Inga underarter finns listade i Catalogue of Life.